# NGC 4528
NGC 4528 (również PGC 41781 lub UGC 7722) – galaktyka soczewkowata (SB0), znajdująca się w gwiazdozbiorze Panny. Odkrył ją William Herschel 15 marca 1784 roku. Należy do Gromady w Pannie.